# Friedrich Leopold von Geßler
Friedrich Leopold comte von Geßler (né le 24 juin 1688 à Jodschen (de), arrondissement de Gumbinnen et mort le 22 août 1762 à Brieg) est un maréchal prussien et général de cavalerie de Frédéric le Grand.

## Biographie
Ses ancêtres ont émigré de Souabe en Poméranie-Occidentale vers 1618. Il est le fils de Konrad Ernst von Geßler et de sa femme Gertraut von Gattenhofen. Son père est colonel de cavalerie et seigneur héréditaire de Schwägerau (de), arrondissement d'Insterbourg.
Friedrich Leopold von Geßler rejoint le régiment d'infanterie Holstein à Königsberg en 1703 et devient enseigne le 6 juin 1703. Il combat d'abord sous les ordres de Léopold de Dessau dans la Guerre de Succession d'Espagne. Il reste ensuite une dizaine d'années au service de l'empereur, mais retourne à l'armée prussienne en 1713 : 1713 capitaine de cavalerie au régiment à cheval Pannwitz ; 21 janvier 1714 major et transfert dans un régiment de dragons ; 1er mai 1720 Lieutenant-colonel, 16 août 1726 commandant du régiment de grenadiers à cheval Schulenburg ; 21 septembre 1729 colonel, 3 mai 1733 chef du 4e régiment de cuirassiers ; 14 juillet 1739 général de division ; 17 mai 1742 lieutenant-général.
Geßler se distingue particulièrement dans les batailles de la première guerre de Silésie, comme celles de Mollwitz et de Chotusitz. À la bataille de Chotusitz le 17 mai 1742, Geßler commande le premier rassemblement de cavalerie de l'aile gauche sous les ordres de Wilhelm Dietrich von Buddenbrock. Après cette dernière bataille, il est promu lieutenant général et reçoit l'ordre de l'Aigle noir.
La chevauchée de Geßler à la bataille de Hohenfriedberg pendant la seconde guerre de Silésie avec les dragons du régiment de Bayreuth, capturant 67 drapeaux, est longtemps considérée comme la charge la plus brillante, audacieuse et réussie de l'histoire de la cavalerie prussienne. Geßler dirige la cavalerie de l'aile droite lors de la bataille de Kesselsdorf le 15 décembre 1745. Pour ses services, il est élevé le 11 juin 1745 au rang de comte prussien.
Le 26 mai 1747, Geßler est promu général de cavalerie et promu maréchal le 21 décembre 1751. La dernière bataille à laquelle il participe a lieu à Lobositz le 1er octobre 1756. Geßler remet sa démission en 1757 en raison de la diminution progressive de ses forces physiques, mais ne l'obtient que le 10 janvier 1758.
Friedrich Leopold comte von Geßler est admis à l'Ordre de Saint-Jean en 1735 après avoir présente 16 tableaux généalogiques. Geßler possède trois domaines en Silésie, il a vendu ses anciennes possessions en Prusse-Orientale.
Geßler meurt le soir du 22 août 1762 à Brieg, où il est également enterré. Le monument funéraire dans l'église Saint-Nicolas, conçu par Langhans, est offert en 1790.

## Famille
Il est marié avec Anna Eleonore comtesse von Seeguth-Stanisławski (née le 30 décembre 1695 et morte le 14 juillet 1774), marié à une sœur d'Albrecht Siegmund von Seeguth-Stanisławski (de). Le couple a les enfants suivants :
- Albertine Louise Gertrude (née en 1719) mariée avec Philipp Wilhelm von Grumbkow (de) (né le 23 juin 1711 et mort le 21 septembre 1778)
- Georg Ludwig Konrad (né le 3 mai 1721 et mort le 27 juillet 1761), militaire marié avec Juliane Elisabeth von Liedlau (de) und Ellguth (née le 15 décembre 1722 et morte le 7 février 1794) (Elle épouse plus tard Michael Konstantin von Zaremba (de))
- Eleanor Margarethe Charlotte (née le 19 juillet 1722 et morte le 12 janvier 1801) mariée le 24 août 1746 avec Otto Ludwig von Hirsch (1700–1780)
- Sophie Charlotte (née en 1723 et morte le 10 janvier 1776), mariée avec

Wulf von Natzmer (mort le 29. mars 1759)
comte Orowsky (mort le 9 septembre 1775)
- Wilhelm Leopold (né le 18 décembre 1724 et mort le 8 juillet 1794), militaire marié avec Karoline von Poppe (mort le 3 décembre 1786)
- August Bernhard (né le 1er juillet 1727 et mort le 17 mai 1772), conseil de la guerre et du domaine
- Anna Adelheid (née le 11 juillet 1729 et morte le 22 août 1795) mariée en 1755 avec Abraham Friedrich von Buddenbrock (de) (né en 1702 et mort le 30 août 1757 à Gross-Jägerndorf)

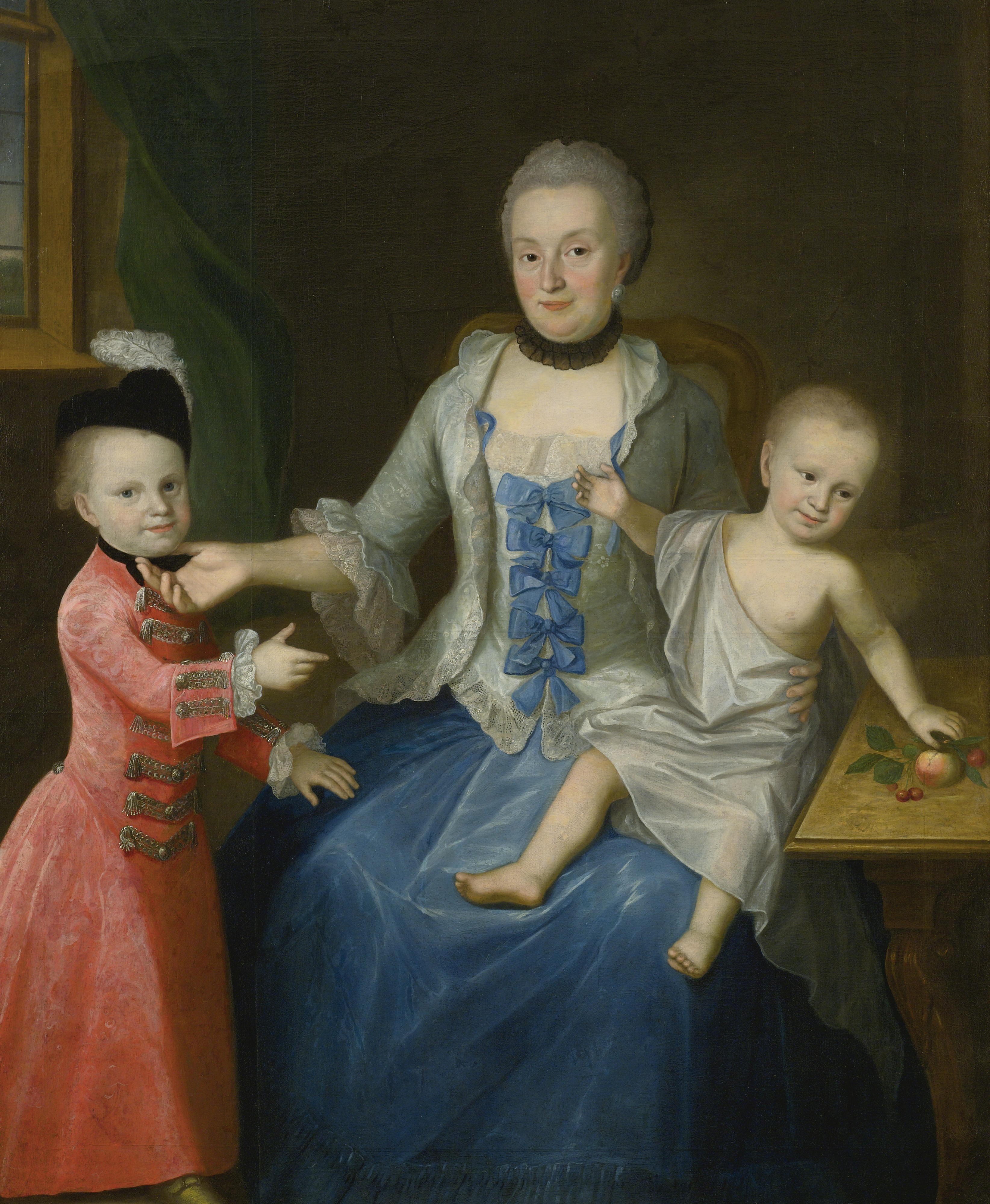
Friederike Adolphine avec ses deux fils

- Beate Henriette (née en 1730 et morte le 4 mars 1768), mariée :

NN von Kreyzen (de), capitaine
en 1753 avec Wilhelm Heinrich von der Tanne (de) (né le 13 février 1710 et mort le 22 mars 1790)
- Friederike Adolphine (1731–?) mariée le 16 juillet 1750 avec le comte Johann Kasimir von Schlieben (1714–1788)
- Marie Gottliebe (1734–1754) mariée avec major Leopold von Kleist (né le 29 janvier 1719 et mort en 1787)
- Friedrich Sigmund (né le 22 juillet 1735 et mort le 20 juin 1803), officier marié avec Friederike Henriette Franziska von Boyen (née le 21 février 1759 et mort le 10 avril 1820)
- Friedrich (1736–1799)